# Ultzama
Ultzama è un comune spagnolo di 1 587 abitanti situato nella comunità autonoma della Navarra.